# Recopa Gaúcha de 2023
A Recopa Gaúcha de 2023 foi disputada entre o Grêmio, campeão do Gauchão de 2022, e o São Luiz, campeão da Copa FGF de 2022. A partida foi disputada em jogo único e o Grêmio ganhou pelo placar de quatro a um, sagrando-se campeão da Recopa Gaúcha pela quarta vez.
A partida recebeu atenção internacional por ser a estreia de Luis Suárez pelo Grêmio. Em sua estreia mais goleadora, o jogador uruguaio fez três gols em 37 minutos, tornando-se o primeiro a marcar um hat-trick em jogo da Recopa Gaúcha.

## Participantes
| Clube    | Cidade       | Classificação                        | Participação | Melhor resultado            |
| -------- | ------------ | ------------------------------------ | ------------ | --------------------------- |
| Grêmio   | Porto Alegre | Campeão do Campeonato Gaúcho de 2022 | 5ª           | Campeão (2019, 2021 e 2022) |
| São Luiz | Ijuí         | Campeão da Copa FGF de 2022          | 1ª           | Estreante                   |

## Partida

### Jogo único
| 17 de janeiro | Grêmio                                 | 4 – 1  | São Luiz            | Arena do Grêmio                                  |
| 19:30         | Luis Suárez 4', 30', 37' · Bitello 15' | Súmula | Paulinho Santos 13' | Público: 49 614 Árbitro: RS Leandro Pedro Vuaden |

| Grêmio | São Luiz |